# Elektroosmose

Prinzip der Elektroosmose in einer Kapillare

Elektroosmose (auch Elektro|endosmose, selten auch Elektro|endo|osmose) ist das Anlegen eines elektrischen Feldes, das parallel zu einer Oberfläche steht. Der Effekt tritt u. a. bei der Kapillarelektrophorese auf, die Bewegung einer Flüssigkeit wird dann Elektroosmotischer Fluss genannt.
Elektroosmotische Effekte wurden erstmals von Ferdinand Friedrich von Reuß untersucht und 1809 veröffentlicht.

## Grundlagen
Der Grund für den Effekt der Elektroosmose liegt darin, dass eine Flüssigkeit zwar im Volumen (also im Inneren) elektrisch neutral ist, sich aber an einer Oberfläche eine elektrochemische Doppelschicht ausbildet; diese ist etwa zehn Nanometer dick, wobei die Schichtstärke von den in der Flüssigkeit gelösten Ionen abhängt. Die Flüssigkeit ist also an der Oberfläche nicht elektrisch neutral.
Wenn man nun ein elektrisches Feld parallel zur Oberfläche anlegt, wirkt daher eine Kraft auf die Flüssigkeit, und es kommt zur Strömung. Dies ist nur bei isolierenden Oberflächen möglich; Metalle und andere elektrische Leiter würden ein Feld parallel zur Oberfläche kurzschließen.

## Elektroosmotischer Fluss
Der elektroosmotische Fluss (EOF) ist eng verbunden mit der Elektrophorese. Er tritt als Folge eines Grenzflächenphänomens zwischen Kapillarwand und der Elektrolytlösung bei Anlegen eines elektrischen Feldes auf. Bei bestimmten Materialien wie z. B. Glas, amorphem Quarz, Teflon, Papier, Agarose- oder Kieselgel, aus dem elektrophoretische Trägerplatten und Kapillaren bestehen, treten Oberflächenladungen auf, die mit einer darüber stehenden Elektrolytlösung zur Ausbildung einer Doppelschicht führen. Während die Ladungen der Feststoffseite ortsgebunden bleiben, folgen die beweglichen Ladungen in der Elektrolytlösung dem Feld und setzen damit die Flüssigkeit entlang der Grenzfläche in Bewegung.
Die treibende Kraft entsteht dabei also direkt an der Kapillarwand, so dass die entstehende Flüssigkeitsbewegung über den ganzen Querschnitt der Kapillare gleichförmig ist. Dagegen würde eine durch die Kapillare gepumpte Flüssigkeit an der Wand auf nahezu Nullgeschwindigkeit gebremst und hätte ihre maximale Geschwindigkeit in der Mitte des Lumens. Dies ist ein entscheidender Vorteil für die Trennschärfe der Elektrophorese.
Die für die Kapillarelektrophorese meist verwendeten Kapillaren aus amorphem Quarz zeigen eine Dissoziation von Silanolgruppen (SiOH → SiO-), die zu einer negativen Ladung auf den inneren Kapillarwänden führen. Die resultierende negative Oberflächenladung bildet zusammen mit positiven geladenen Ionen der Elektrolytlösung eine Stern-Doppelschicht aus. Die positiven Ladungen im Elektrolyten werden von der Kathode angezogen und bewegen den Kapillarinhalt deshalb dorthin.
Zur Trennung von Anionen ist es aber notwendig, einen EOF zur Anode hin zu erzeugen. Mithilfe von kationischen Tensiden (genannt EOF-Modifikatoren) in der Elektrolytlösung ist es möglich, eine Zwischenschicht über der Kapillarwand aufzubauen, die zum Lumen hin positive Ladungen trägt. Sie induziert dann eine negative Grenzschicht im Elektrolyten, welche diesen zur Anode hin fließen lässt. Besonders bewährt hat sich als EOF-Modifikator CTAB (Cetyltrimethylammoniumbromid) und besser noch Tetradecyltrimethylammoniumbromid.

### Berechnung
Beschrieben wird der elektroosmotische Fluss als Driftgeschwindigkeit {\displaystyle v_{eo}} durch folgende Gleichung:.
{\displaystyle v_{eo}=\mu _{eo}\cdot E}
mit
- der elektroosmotischen Mobilität {\displaystyle \mu _{eo}}
- der elektrischen Feldstärke {\displaystyle E}.

### Einflußgrößen
Da die Oberflächenladung an der Kapillarinnenwand stark pH-abhängig ist, ändert sich der elektroosmotische Fluss mit dem pH-Wert des Elektrolyt: bei niedrigem pH-Wert wird er kleiner, bei hohem entsprechend größer.
Die Stärke des EOF ist auch abhängig von der Umgebungstemperatur und der Elektrolytkonzentration: steigt die Elektrolytkonzentration, so sinkt der EOF und umgekehrt.
Auch durch den Zusatz von organischen Lösungsmitteln wie Methanol nimmt der EOF ab.

## Auswirkungen und Anwendungen
Da die Kraft nur auf eine sehr dünne Flüssigkeitsschicht wirkt, ist Elektroosmose nur in dünnen Kapillaren zu beobachten (einige Nanometer bis maximal einige Mikrometer). Bei dickeren Flüssigkeitsschichten oder -säulen überwiegen die Effekte des Volumens bei weitem (Ionenleitung, Elektrolyse, Elektrophorese). Elektroosmose kann daher in Mikrokanälen, die für die Kapillarelektrophorese kleinster Flüssigkeitsmengen verwendet werden, stark in Erscheinung treten (Elektroosmotischer Fluss).
Mit Hilfe der Elektroosmose kann auch eine „Nanopumpe“ realisiert werden, mit der kleine Flüssigkeitsmengen wohldosiert abgegeben werden können. Typische Feldstärken für solche Anwendungen sind einige hundert bis über tausend Volt pro Zentimeter. Damit ist ein Druck von über 10 bar erreichbar, die Flüssigkeitsgeschwindigkeiten liegen im Bereich von Mikrometern bis wenigen Millimetern je Minute. Diese geringen Geschwindigkeiten hängen damit zusammen, dass der Strömungswiderstand in derart dünnen Kapillaren aufgrund der Viskosität der Flüssigkeit (meist Wasser mit gelösten Stoffen) sehr hoch ist, und dass die Kraft nur in unmittelbarer Nähe zur Oberfläche wirkt, wo die Strömung besonders stark durch Viskosität behindert wird. Der Wirkungsgrad solcher Pumpen bleibt daher auch im theoretisch optimalen Fall deutlich unter 10 %.
Bei welchen Verfahren die Elektroosmose zur Trocknung von Mauerwerk geeignet ist, wird im Artikel Elektrophysikalische Mauertrockenlegung behandelt.